# Високоміцна низьколегована сталь
Високоміцна низьколегована сталь (HSLA) — є особливим типом легованої сталі, яка відзначається високими механічними властивостями та вищою стійкістю до корозії порівняно з вуглецевою сталлю. Вона відрізняється від інших сталей, оскільки має визначені механічні властивості, а не конкретний хімічний склад. Вміст вуглецю в сталях HSLA зазвичай становить від 0,05 до 0,25 %, що дозволяє зберегти їх здатність до формування та зварювання. Крім того, вони містять інші легуючі елементи, такі як марганець до 2,0 % та невеликі кількості міді, нікелю, ніобію, азоту, ванадію, хрому, молібдену, титану, кальцію, рідкісноземельних елементів або цирконію, які використовуються для зміцнення матеріалу. Ці елементи змінюють мікроструктуру вуглецевої сталі, перетворюючи її феритно-перлітову структуру в майже чистий ферит з дисперсією карбідів сплаву. Це дозволяє уникнути зниження в'язкості, але збільшує міцність матеріалу шляхом зменшення розміру зерна, що призводить до збільшення межі текучості на 50 % при зменшенні середнього діаметра зерна вдвічі. Вплив опадів на посилення також є незначним. Границя текучості сталей HSLA може варіюватися від 250 до 590 мегапаскалів (36 000 до 86 000 фунтів на квадратний дюйм). Через їх вищу міцність та в'язкість, сталі HSLA зазвичай вимагають більше енергі.
Для поліпшення корозійної стійкості сталей HSLA застосовують домішки, такі як мідь, кремній, нікель, хром і фосфор. Зокрема, цирконій, кальцій і рідкісноземельні елементи використовуються для контролю форми сульфідних включень, що дозволяє забезпечити кращу формувальність. Це важливо, оскільки більшість сталей HSLA мають властивості, які залежать від спрямованості. Формувальність і ударна міцність можуть суттєво змінюватися при випробуванні вздовж і поперек зерна. Вигини, паралельні волокну, мають більшу ймовірність розтріскатися на зовнішньому краї, оскільки він відчуває навантаження на розтяг. Однак ця характеристика спрямованості значно знижена в сталях HSLA, які були оброблені для контролю форми сульфідів.
Ці сталі широко використовуються в автомобілях, вантажівках, кранах, мостах, американських гірках та інших конструкціях, які вимагають витримування великих навантажень або мають високі вимоги до співвідношення міцності та ваги. Поперечні перерізи та конструкції зі сталі HSLA, як правило, відносно 20-30 % легші, ніж такі самі конструкції з вуглецевої сталі з аналогічною міцністю.
Сталі HSLA також відмінні своєю корозійною стійкістю порівняно з більшістю вуглецевих сталей, завдяки відсутності в них перліту — тонких шарів фериту (почти чистого заліза) та цементиту в перліті. Крім того, сталі HSLA зазвичай мають вищу щільність, близьку до 7800 кг/м3.

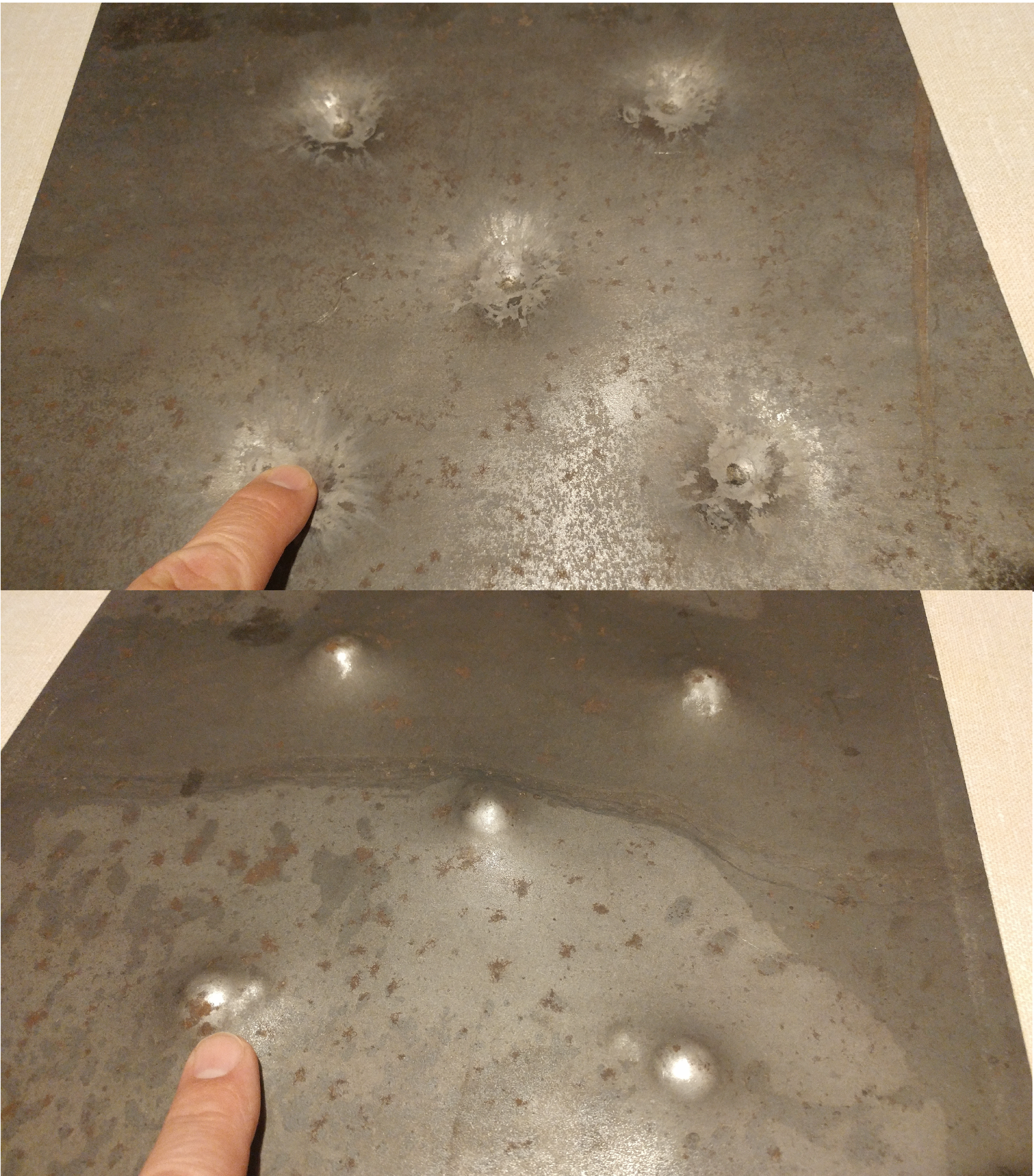
Пластина з високоміцної низьколегованої сталі під брендом Swebor, на якій показані обидві сторони, після пластичної деформації від приведення снарядів у стан спокою під час балістичних випробувань.

Хоча військова броня в основному виготовляється з легованих сталей, деякі цивільні бронепластові матеріали, які захищають від куль, виготовляються зі сталей HSLA з загартуванням при дуже низьких температурах.

## Класифікації
- Сталі, стійкі до атмосферних впливів : сталі, які мають кращу стійкість до корозії. Поширеним прикладом є COR-TEN.
- Контрольнокатані сталі : гарячекатані сталі, які мають сильно деформовану аустенітну структуру, яка після охолодження перетворюється на дуже тонку рівновісну феритову структуру.
- Сталі зі зниженим вмістом перліту : сталі з низьким вмістом вуглецю, які призводять до невеликої кількості перліту або його відсутності, але мають дуже дрібнозернисту феритову матрицю. Зміцнюється дисперсійним зміцненням.
- Голчасті феритові сталі : Ці сталі характеризуються дуже тонкою високоміцною структурою голчастого фериту, дуже низьким вмістом вуглецю та гарною здатністю до гартування .
- Двофазні сталі : ці сталі мають феритову мікроструктуру, яка містить невеликі рівномірно розподілені ділянки мартенситу. Ця мікроструктура надає сталі низьку межу текучості, високу швидкість зміцнення та хорошу формувальність.[1]
- Мікролеговані сталі : сталі, які містять дуже невеликі добавки ніобію, ванадію та/або титану для отримання дрібного розміру зерна та/або дисперсійного зміцнення.

Одним з поширених типів мікролегованих сталей є HSLA з покращеною формоздатністю, яка має межу текучості до 80 000 psi (550 MPa), але коштує лише на 24 % більше, ніж сталь A36 (36 000 psi (250 MPa)). Однак, ця сталь менш пластична на 30-40 %, що є одним з її недоліків. В США ці сталі відповідають стандартам ASTM A1008/A1008M та A1011/A1011M для листових металів, а також A656/A656M для пластин. Ці сталі були розроблені для застосування в автомобільній промисловості з метою зменшення ваги без втрати міцності. Приклади їх використання включають дверні балки, елементи шасі, підсилювальні та монтажні кронштейни, деталі рульового управління та підвіски, бампери та колеса.

## Класи SAE
Товариство автомобільних інженерів (SAE) підтримує стандарти для марок сталі HSLA, оскільки вони часто використовуються в автомобільній промисловості.
| Оцінка | % вуглецю (макс.) | % марганцю (макс.) | % фосфору (макс.) | % сірки (макс.) | % кремнію (макс.) | Примітки                               |
| ------ | ----------------- | ------------------ | ----------------- | --------------- | ----------------- | -------------------------------------- |
| 942X   | 0,21              | 1.35               | 0,04              | 0,05            | 0,90              | Оброблені ніобієм або ванадієм         |
| 945A   | 0,15              | 1,00               | 0,04              | 0,05            | 0,90              |                                        |
| 945C   | 0,23              | 1.40               | 0,04              | 0,05            | 0,90              |                                        |
| 945X   | 0,22              | 1.35               | 0,04              | 0,05            | 0,90              | Оброблені ніобієм або ванадієм         |
| 950A   | 0,15              | 1.30               | 0,04              | 0,05            | 0,90              |                                        |
| 950B   | 0,22              | 1.30               | 0,04              | 0,05            | 0,90              |                                        |
| 950C   | 0,25              | 1.60               | 0,04              | 0,05            | 0,90              |                                        |
| 950D   | 0,15              | 1,00               | 0,15              | 0,05            | 0,90              |                                        |
| 950X   | 0,23              | 1.35               | 0,04              | 0,05            | 0,90              | Оброблені ніобієм або ванадієм         |
| 955X   | 0,25              | 1.35               | 0,04              | 0,05            | 0,90              | Оброблені ніобієм, ванадієм або азотом |
| 960X   | 0,26              | 1.45               | 0,04              | 0,05            | 0,90              | Оброблені ніобієм, ванадієм або азотом |
| 965X   | 0,26              | 1.45               | 0,04              | 0,05            | 0,90              | Оброблені ніобієм, ванадієм або азотом |
| 970X   | 0,26              | 1,65               | 0,04              | 0,05            | 0,90              | Оброблені ніобієм, ванадієм або азотом |
| 980X   | 0,26              | 1,65               | 0,04              | 0,05            | 0,90              | Оброблені ніобієм, ванадієм або азотом |

| Оцінка        | Форма                                                            | Межа текучості (хв.) [psi (МПа)] | Межа міцності на розрив (хв.) [psi (МПа)] |
| ------------- | ---------------------------------------------------------------- | -------------------------------- | ----------------------------------------- |
| 942X          | Пластини, форми та бруски до 4 дюймів.                           | 42 000 (290)                     | 60 000 (414)                              |
| 945A, C       | Лист і стрічка                                                   | 45 000 (310)                     | 60 000 (414)                              |
| 945A, C       | Пластини, форми та бруски:                                       |                                  |                                           |
| 945A, C       | 0–0,5 дюйма                                                      | 45 000 (310)                     | 65 000 (448)                              |
| 945A, C       | 0,5–1,5 дюйма                                                    | 42 000 (290)                     | 62 000 (427)                              |
| 945A, C       | 1,5–3 дюйми                                                      | 40 000 (276)                     | 62 000 (427)                              |
| 945X          | Листи, стрічки, пластини, фасонні вироби та прутки до 1,5 дюйма. | 45 000 (310)                     | 60 000 (414)                              |
| 950A, B, C, Д | Лист і стрічка                                                   | 50 000 (345)                     | 70 000 (483)                              |
| 950A, B, C, Д | Пластини, форми та бруски:                                       |                                  |                                           |
| 950A, B, C, Д | 0–0,5 дюйма                                                      | 50 000 (345)                     | 70 000 (483)                              |
| 950A, B, C, Д | 0,5–1,5 дюйма                                                    | 45 000 (310)                     | 67 000 (462)                              |
| 950A, B, C, Д | 1,5–3 дюйми                                                      | 42 000 (290)                     | 63 000 (434)                              |
| 950X          | Листи, стрічки, пластини, фасонні вироби та прутки до 1,5 дюйма. | 50 000 (345)                     | 65 000 (448)                              |
| 955X          | Листи, стрічки, пластини, фасонні вироби та прутки до 1,5 дюйма. | 55 000 (379)                     | 70 000 (483)                              |
| 960X          | Листи, стрічки, пластини, фасонні вироби та прутки до 1,5 дюйма. | 60 000 (414)                     | 75 000 (517)                              |
| 965X          | Листи, стрічки, плити, профілі та прутки до 0,75 дюйма.          | 65 000 (448)                     | 80 000 (552)                              |
| 970X          | Листи, стрічки, плити, профілі та прутки до 0,75 дюйма.          | 70 000 (483)                     | 85 000 (586)                              |
| 980X          | Листи, стрічки та плити до 0,375 дюйма.                          | 80 000 (552)                     | 95 000 (655)                              |

| ранг             | Зварюваність     | Формованість     | Жорсткість |
| ---------------- | ---------------- | ---------------- | ---------- |
| Найгірше         | 980X             | 980X             | 980X       |
|                  | 970X             | 970X             | 970X       |
| 965X             | 965X             | 965X             |            |
| 960X             | 960X             | 960X             |            |
| 955X, 950C, 942X | 955X             | 955X             |            |
| 945C             | 950C             | 945C, 950C, 942X |            |
| 950B, 950X       | 950D             | 945X, 950X       |            |
| 945X             | 950B, 950X, 942X | 950D             |            |
| 950D             | 945C, 945X       | 950B             |            |
| 950A             | 950A             | 950A             |            |
| Найкращий        | 945A             | 945A             | 945A       |

## Контрольована прокатка сталей HSLA

### Механізм

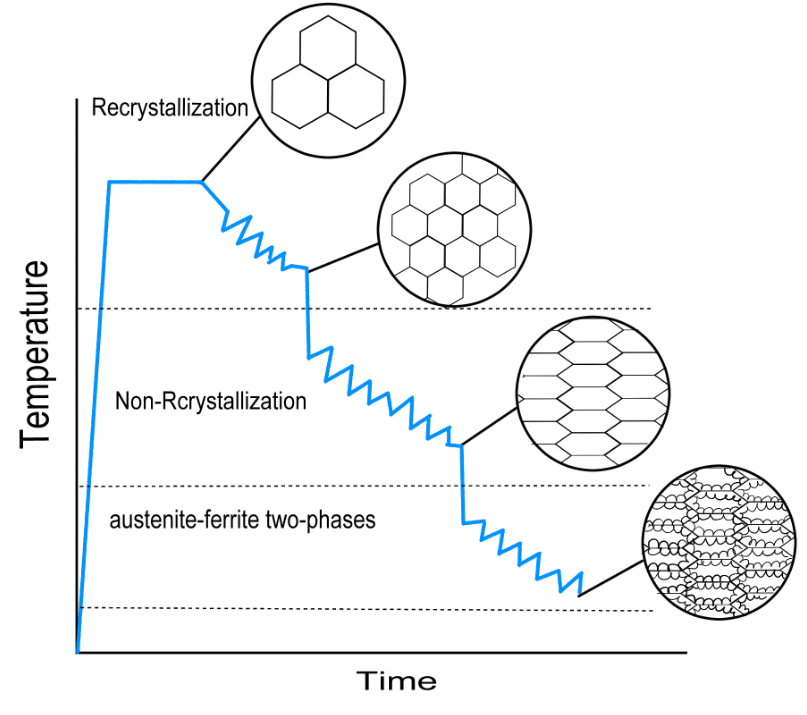
Зміна мікроструктури на різних стадіях контрольованої прокатки.

Контрольована прокатка
Керована прокатка — це метод подрібнення зерен сталі, в якому велика кількість центрів зародження фериту вводиться в аустенітну матрицю шляхом прокатки з контролем температури, що призводить до підвищення міцності сталі. Контрольована прокатка включає три основні стадії:
1) Деформація в області рекристалізації. Під час цієї стадії аустеніт піддається процесу рекристалізації та очищення, що може вдосконалити зерність фериту на наступній стадії.
2) Деформація в нерекристалізаційній області, де зерна аустеніту піддаються екстенсивній деформації в результаті прокатки. В цій області також можуть бути присутні смуги деформації. Подовжені межі зерен та смуги деформації можуть служити місцями зародження фериту.
3) Деформація в аустеніт-феритній двофазній області. Зародиші фериту та аустеніт додатково зміцнюються.
Механізм зміцнення
Сталі HSLA з контрольним прокатом використовують комбінацію різних механізмів для зміцнення. Основний ефект зміцнення досягається шляхом подрібнення зерна (зміцнення меж зерен), де збільшення міцності спостерігається зі зменшенням розміру зерна. Крім того, інші механізми включають зміцнення твердого розчину та дисперсне зміцнення за допомогою мікролегованих елементів. Після прокатки сталь проходить температурну область аустенітно-феритної перетворення, після чого може бути додатково зміцнена за допомогою наклепу.

### Механічні властивості
Сталі HSLA з контрольним прокатом зазвичай відзначаються вищою міцністю і в'язкістю, а також нижчою температурою переходу від пластично-крихкого до пластично-деформабельного руйнування. Нижче наведено кілька загальних мікролегованих елементів, які використовуються для покращення механічних властивостей.
Вплив мікролегованих елементів:
Ніобій (Nb) може збільшити температуру рекристалізації приблизно на 100 °C, що дозволяє розширити область без рекристалізації і сповільнити ріст зерна. Використання Nb також може підвищити міцність та в'язкість шляхом зміцнення осадів і подрібнення зерна. Крім того, Nb є потужним утворювачем карбідів/нітридів, таких як Nb(C, N), які можуть перешкоджати росту зерна під час перетворення аустеніту в ферит.
Ванадій (V) може значно підвищити міцність і температуру переходу шляхом зміцнення осаду.
Титан (Ti) має незначне збільшення зміцнення як через подрібнення зерна, так і через зміцнення осаду.
Nb, V і Ti є трьома поширеними легуючими елементами в сталях HSLA. Усі вони є хорошими карбідо- та нітридоутворювачами, де утворені опади можуть перешкоджати росту зерен шляхом закріплення меж зерен. Крім того, усі вони є феритоутворювачами, що підвищує температуру переходу двофазної області аустеніт-ферит і зменшує область без рекристалізації. Зменшення області без рекристалізації викликає утворення смуг деформації та активованих меж зерен, які є альтернативним місцем зародження фериту, відмінним від меж зерен.
Nb, V і Ti є трьома поширеними елементами легування в сталях HSLA. Всі вони проявляють властивості хороших утворювачів карбідів та нітридів, де утворені осади можуть перешкоджати росту зерен, закріплюючи межі зерен. Крім того, всі ці елементи сприяють утворенню фериту, що підвищує температуру переходу між двофазною областю аустеніт-ферит та зменшує область без рекристалізації. Це, в свою чергу, спричиняє формування смуг деформації та активованих меж зерен, які можуть бути альтернативним місцем зародження фериту, відмінним від меж зерен.
Інші легуючі елементи в основному призначені для зміцнення твердого розчину, включаючи кремній, марганець, хром, мідь і нікель.